# 스테를리타마크

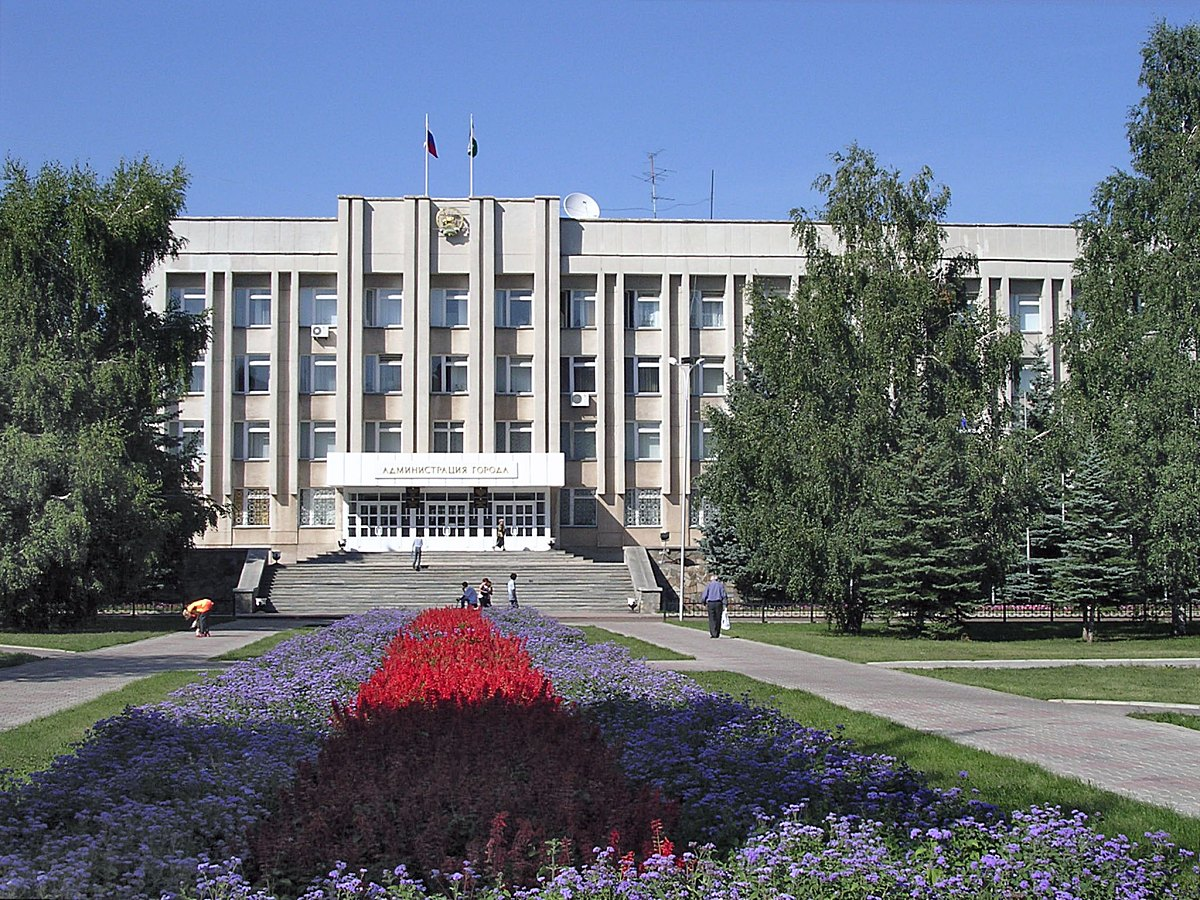

스테를리타마크(러시아어: Стерлитама́к, 바시키르어: Стәрлетамаҡ)는 러시아 바시키르 공화국에서 두 번째로 큰 도시로, 인구는 264,362명(2002년 기준)이다. 벨라야강 좌안과 접하며 우파(바시키르 공화국의 수도)에서 121km 정도 떨어진 곳에 위치한다.
1766년 강에서 캔 소금을 수송하기 위한 항만이 건설되면서 신설되었으며 현재는 화학 공업의 중심지 역할을 한다.